# GAZ-64
El GAZ-64 es un vehículo todoterreno 4x4 construido por GAZ o Gorkovsky Avtomobilny Zavod (Fábrica de Automóviles de Gorky) en reemplazo del modelo anterior GAZ-61. El vehículo era una reproducción del modelo estadounidense Willys MB se llegó a desarrollar en un periodo muy corto de tiempo (3 de febrero – 25 de marzo de 1941) bajo la dirección del ingeniero Vitaliy Grachev. 
El modelo tuvo una producción muy corta, ya que sólo se llegaron a producir 646 unidades entre marzo de 1941 y el verano de 1942. Fue sucedido por el modelo GAZ-67 que consiguió ser más popular.
El vehículo blindado BA-64 utilizaba el mismo chasis que el GAZ-64.

## Características
- Peso: 1.200 kg
- Longitud: 3,35 m
- Ancho: 1,43 m
- Altura: 1,70 m
- Motor: 4 cilindros, diesel
- Cilindrada: 3.285 cc
- Potencia: 137 cv (98 kW) a 2.900 rpm.
- Capacidad del depósito de combustible: 70 litros
- Velocidad: 100 km/h